# Red Bull (empresa)
Red Bull GmbH es una compañía con sede en Austria que comercializa la bebida energética Red Bull. En 2014 se vendieron 5 612 000 000 de latas de esta bebida. Con 10 410 empleados en 167 países, la compañía tuvo unos ingresos de 4 253 000 000 €. La sede principal de la empresa se encuentra en Fuschl am See, Austria.

## Historia
El fundador de la compañía fue el empresario austríaco Dietrich Mateschitz. En 1982 visitó Tailandia y descubrió que Krating Daeng, una bebida energética tailandesa de origen japonés, era útil para sobrellevar el jet-lag. Entre 1984 y 1987, Mateschitz trabajó con TC Pharmaceutical (un licenciatario de Blendax) para adaptar Kratins Daeng a los gustos europeos. En ese período Mateschitz y Chaleo Yoovidhya, propietario de Krating Daeng, fundaron Red Bull GmbH, invirtiendo ambos US$500 000 y participando en la empresa en un 49%. El 2% correspondía al hijo de Chaleo, Charlerm, pero se acordó que sería Mateschitz quien dirigiría la empresa. Red Bull GmbH lanzó la versión austríaca de Red Bull en 1987, que es una bebida carbonatada y menos dulce que la receta original tailandesa. Esta fórmula ha cautivado a casi la mitad de los consumidores de bebidas energéticas de los Estados Unidos, lo que en algunos países llega a cuotas del 80%.
En 2018 tenía una plantilla total de 12 239 empleados.

## Canales de distribución
La compañía también distribuye y comercializa otras gamas de bebidas, entre las que se encuentran Simply Cola, la colección de bebidas herbales suaves Carpe Diem y el vino Sabai Spritzer.

## Mercadotecnia
Al comienzo, Red Bull distribuía latas de bebidas gratuitamente a estudiantes universitarios como intento de publicidad viral. La estrategia dio frutos con el consiguiente aumento de ventas. Desde entonces, Red Bull ha sido conocido por su mercadotecnia agudo dirigido a profesionales jóvenes y urbanos, con base en campañas publicitarias en eventos deportivos y de entretenimiento.
El lema «Red Bull te da alas» se refiere sutilmente a las propiedades estimulantes de dicha bebida.

### Patrocinio
Como parte de una campaña viral de mercadotecnia mundial, Red Bull patrocina constantemente eventos de deportes extremos como motociclismo estilo libre, BMX freestyle y skateboarding, entre otros, hasta el punto que la marca se ha convertido en sinónimo de deportes extremos en el planeta. En los años 1990, Red Bull patrocinó a Xeno Müller, quien ganó medalla de oro olímpica en 1996. En la actualidad patrocina al esquiador Tanner Hall.
En unión a científicos y al paracaidista Felix Baumgartner, Red Bull desarrollo el proyecto Red Bull Stratos.
Además, Red Bull también patrocina y organiza algunos eventos musicales como la Red Bull Batalla de Gallos, una competición freestyle de hip hop que se celebra cada año en todos los países de habla hispana.
En el pasado, Red Bull inició su incursión en los deportes a motor patrocinando equipos de carreras en diferentes categorías como la Fórmula 1, patrocinando al equipo Sauber. También ha manejado diferentes equipos patrocinados en categorías como la Fórmula 3 Británica, DTM, GP2 Series y sus divisiones en la World Series by Renault, así como algún patrocinio de coches de carreras en la IndyCar Series. También patrocina y organiza un campeonato mundial de carreras de aeronáutica conocido como el Red Bull Air Race. Otra categoría del deporte a motor donde Red Bull incursiona es en la brasileña Stock Car Brasil, donde la firma presta su nombre y patrocinio a la escuadra WA-Mattheis formando el Red Bull Racing de Stock Car V8. Este equipo obtuvo el campeonato en 2009 y 2011 de la mano del piloto Cacá Bueno, quien obtuvo sus títulos a bordo de unidades Peugeot. Así mismo, en la competencia australiana V8 Supercars, el equipo Triple Eight Race Engineering es patrocinado por Red Bull desde 2013, donde el piloto Jamie Whincup ganó los títulos en 2013 y 2014.
A su vez, la marca también lleva su nombre en el mundo a través de representaciones personales de diferentes deportistas. Uno de ellos es el piloto argentino bicampeón de TC 2000, Norberto Fontana, quien lleva el auspicio de la marca de bebidas como patrocinador personal, compitiendo siempre con un buzo antiflama con los colores y logos de Red Bull. Otro deportista motor que es acompañado por Red Bull es el deportista extremo estadounidense Travis Pastrana quien, a bordo de un automóvil o una motocicleta con el logo de Red Bull, realiza exhibiciones de alto riesgo alrededor del mundo.

### Propietaria de equipos
La marca Red Bull también ha extendido su presencia en los deportes como propietaria de varios equipos.

#### Automovilismo

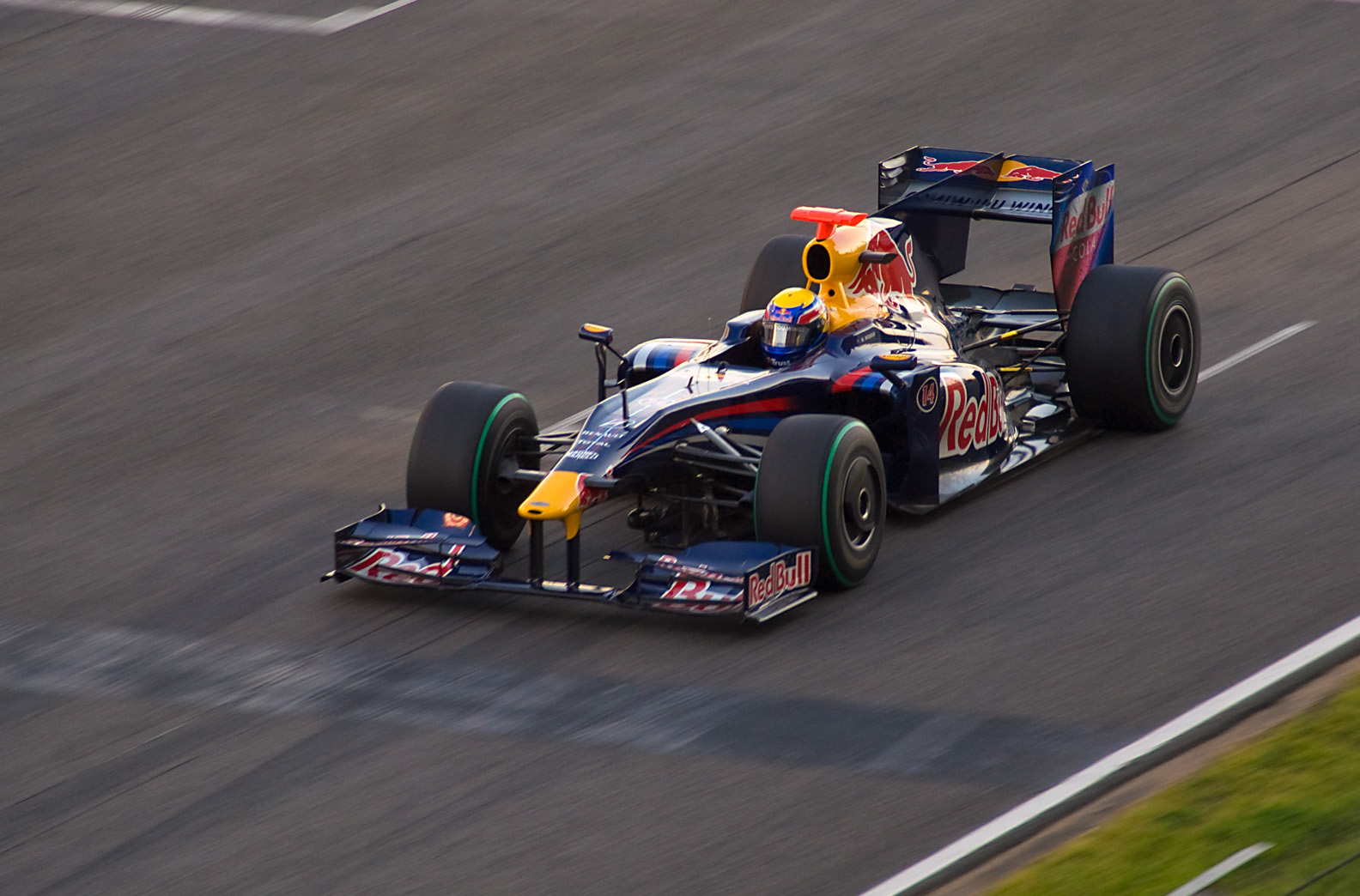
Mark Webber pilotando el RB5 de la Temporada 2009.

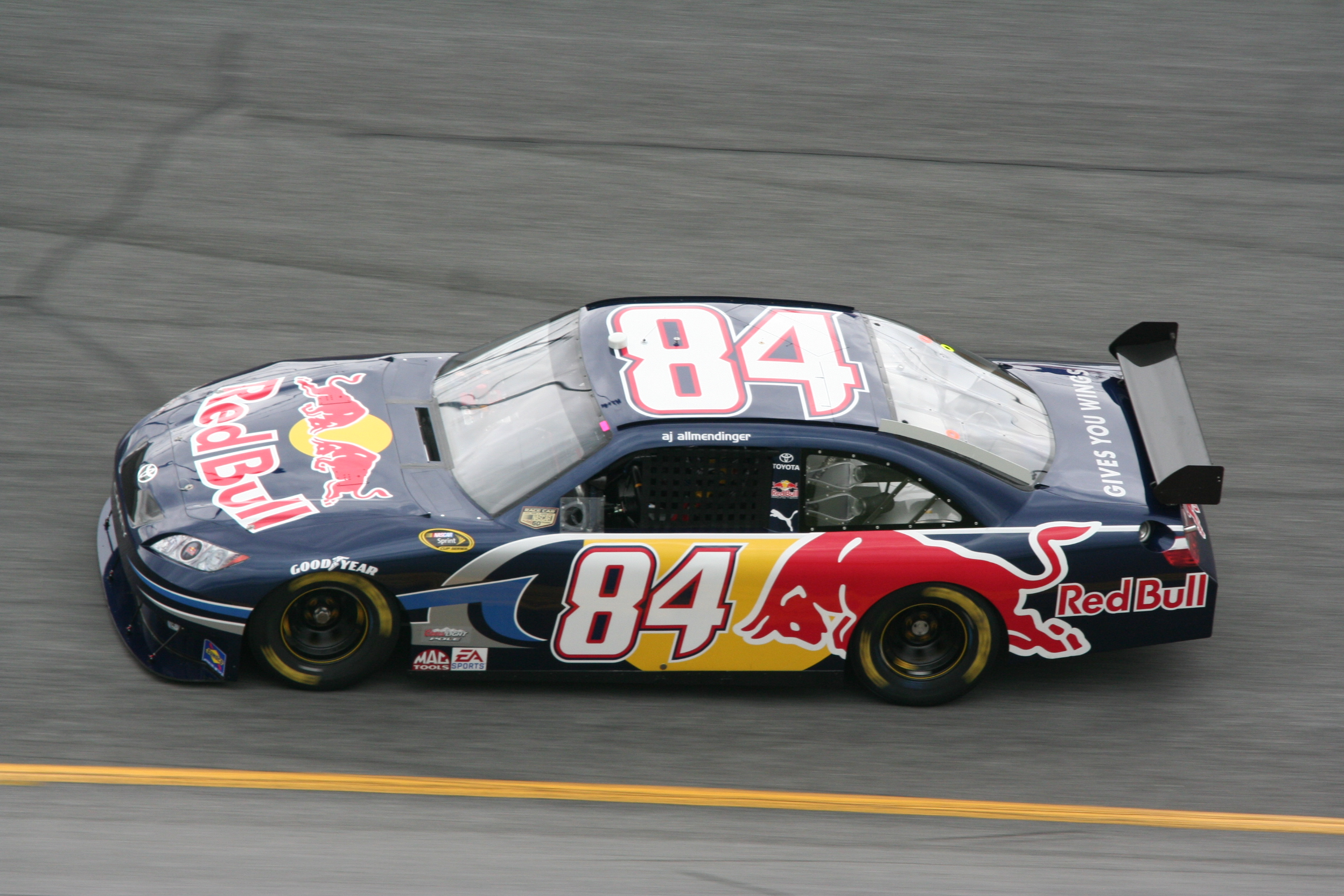
A.J. Allmendinger compitiendo en el Red Bull Racing Team, el equipo de Red Bull en la serie NASCAR en 2008.

En automovilismo, la marca participa de la Fórmula 1 con el equipo Red Bull Racing desde la temporada 2005 basado en el Reino Unido. A noviembre de 2023, el equipo ha ganado 113 Grandes Premios, 7 títulos de pilotos y 6 títulos de constructores. Red Bull posee también una estructura filial italiana en la Fórmula 1 desde la temporada 2006: la actual escudería RB Formula One Team —heredera de AlphaTauri y Toro Rosso—, donde algunos pilotos jóvenes prueban sus habilidades al volante para dar posteriormente el salto al primer equipo.
Red Bull Racing Team fue un equipo que compitió en la serie NASCAR, inscrito con nacionalidad estadounidense desde 2006, cuyo principal dueño era el mismo Dietrich Mateschitz. El equipo tuvo su sede en Mooresville, Carolina del Norte, siendo dirigido por Jay Frye. Logró dos victorias y un 12.º puesto del campeonato de pilotos en 2009. El equipo cerró operaciones en noviembre de 2011 al no obtener los resultados exitosos de su similar en la Fórmula 1, Red Bull Racing.

#### Fútbol
La compañía también ha sido muy activa en el fútbol. El 6 de abril de 2005, Red Bull compró el club SV Austria Salzburg y le cambió el nombre a Red Bull Salzburgo (el Austria Salzburg se refundó ese mismo año, como protesta de varios aficionados por decisiones de Red Bull en aspectos importantes del equipo; entre ellos, el cambio de uniforme, de escudo y de nombre). Durante su gestión, el equipo lleva obtenido 12 títulos de la Bundesliga de Austria y 8 Copas de Austria, llevándolo a una época de gloria que no vivía desde los años 1990 cuando se llamaba Casino Salzburgo. Por reglamento de UEFA, el equipo debe figurar como FC Salzburg para los torneos oficiales continentales y de FIFA, además de los amistosos internacionales.
En tanto, en la Major League Soccer (MLS) de Estados Unidos, Red Bull compró el New York MetroStars en 2006, convirtiéndolo en el New York Red Bulls. Aunque no ha logrado ganar todavía la MLS Cup ni la Lamar Hunt U.S. Open Cup, sí ha logrado llegar a la final de ambos torneos: La de la MLS Cup como campeón de la Conferencia Este en 2008 y la del U.S. Open Cup en 2017, además de ganar tres veces (2013, 2015 y 2018) el MLS Supporters' Shield como el mejor equipo de la temporada regular de ambas conferencias.
En 2007, Red Bull entró en Brasil fundando el Red Bull Brasil con sede en Sao Paulo, formando un equipo desde cero a diferencia de los proyectos de Austria y Estados Unidos. A fines de marzo de 2019, Red Bull adquirió el Clube Atlético Bragantino y lo fusionó con Red Bull Brasil que, por su parte, retiró sus operaciones en la conclusión del Campeonato Paulista de ese año. A partir de la temporada 2020, el club compite como Red Bull Bragantino.
El caso más emblemático reside en Alemania desde el 2009, ya que Red Bull compró la licencia de operación del SSV Markranstädt fundando así al RB Leipzig (el Marktrastadt se refundó ese mismo año para así reinsertarse en el sistema de fútbol alemán). Con este equipo, Red Bull se propuso la meta de subirlo desde la quinta división alemana a la Bundesliga, objetivo logrado en la temporada 2016-17. A diferencia de otros equipos de Red Bull, el RB Leipzig es el único que no se llama Red Bull por estatutos de la liga alemana. En este caso, las siglas RB significan RasenBallsport (deporte de pelota sobre césped); aun así, el escudo y uniforme son los mismos que el de los demás equipos de Red Bull. En su temporada de estreno en la Bundesliga terminó segundo en la general, clasificando por primera vez a la UEFA Champions League. En la temporada 2019-20, realiza una campaña histórica para un equipo netamente nuevo al clasificar por primera vez en su historia a Semifinales de la UEFA Champions League. En la Copa de Alemania llegó a la Final en la temporada 2018-19, cayendo ante el dominador absoluto del fútbol en este país, el Bayern de Munich.
El equipo japonés Omiya Ardija cambió su nombre a Red Bull Omiya Ardija el 1 de enero de 2025, convirtiéndose en el último equipo en unirse a la familia de clubes de fútbol propiedad de Red Bull. Con esta adquisición, Red Bull amplía su presencia en el fútbol mundial, sumando otro equipo a sus adquisiciones que ya incluye clubes en Austria, Alemania, Estados Unidos y Brasil, entre otros.
Red Bull intentó comprar sin éxito, en 2014, al Valencia CF de España. También se ha hablado de intentos por comprar los equipos Real Mallorca de España y Leeds United de Inglaterra.
Red Bull Ghana es un equipo que fundó en 2008, el cual funcionaba más como cantera de jugadores que como protagonista de nivel en el fútbol profesional de Ghana. Se disolvió en 2014 para fusionarlo con otros equipos y academias de fútbol.
Desde antes del inicio de la temporada 2017-18, la UEFA venía manejado una minuciosa investigación contra Red Bull debido a un posible conflicto de intereses al ser propietario de dos equipos de fútbol en Europa, situación no permitida por el órgano continental y que inhabilitaría a alguno de los dos equipos participar en torneos UEFA en caso de que ambos clasificaran a un mismo torneo. Curiosamente, los dos equipos propiedad de Red Bull (RB Leipzig y Red Bull Salzburgo) habían clasificado por méritos en sus ligas locales (Alemania y Austria, respectivamente) a la edición 2017-18 de la UEFA Champions League, poniendo en riesgo la participación de los clubes en el torneo. Finalmente, la UEFA decidió aceptar ambos equipos tras confirmar que «no existe influencia simultánea» entre los dos, alegando que Red Bull hizo cambios a las estructuras de estos equipos, quedando como propietario absoluto del equipo alemán y únicamente patrocinador del equipo austriaco, pero en la práctica toma las decisiones deportivas y administrativas de ambas instituciones. La UEFA tomó como referente el Artículo 5 de sus estatutos y la segunda sección del Estatuto 18 del reglamento de FIFA, que estipula lo siguiente:

Cada miembro (en este caso la UEFA) deberá garantizar que sus clubes afiliados puedan tomar las decisiones que implican su afiliación al miembro con independencia de cualquier entidad externa. Esta obligación será válida independientemente de la forma jurídica del club. En todo caso, el miembro deberá garantizar que ninguna persona física o jurídica (compañías y sus filiales incluidas) controle más de un club si esto crea el riesgo de atentar contra la integridad del juego o de una competición.

Como dato curioso, los dos equipos de Red Bull en Europa se enfrentaron entre sí en la fase de grupos de la UEFA Europa League de la temporada 2018-19, sembrados ambos en el Grupo B. En ambos encuentros, el triunfador fue el equipo austríaco.

#### Hockey sobre hielo
La compañía compró el EC Salzburgo (en), equipo de la ciudad en la Liga de Hockey de Austria en 2000, cambiando el nombre a F.C. Red Bull Salzburgo.
Además, Red Bull es propietaria del equipo EHC Münich (en) de la Liga Alemana de Hockey (DEL por sus siglas en alemán). En 2012 era su patrocinador principal cambiando el nombre del equipo a EHC Red Bull Münich, haciéndose cargo completamente de este al año siguiente.

### Instalaciones deportivas
Red Bull construyó el Red Bull Arena para el equipo de fútbol estadounidense New York Red Bulls. Los estadios del Red Bull Salzburg y RB Leipzig también se llaman Red Bull Arena: El del Salzburgo y el del Leipzig, solo en las competencias europeas el nombre de los dos estadios cambia por reglamento de UEFA. Se espera también rebautizar el estadio del Clube Atlético Bragantino, que en 2020 se llamara Red Bull Bragantino, como Red Bull Arena, luego de hacerle una fuerte inversión en reformas al escenario. La empresa también remodeló el Autódromo de Zeltweg, ahora denominado Red Bull Ring, que alberga los Grandes Premios de Austria de Fórmula 1 y MotoGP, autódromo comprado por Red Bull en 2010 debido al éxito de la escudería de la Fórmula 1 Red Bull Racing, también propiedad de Red Bull.

### Red Bull House of Art
Red Bull House of Art es un programa de becas de arte lanzado por Red Bull. El programa se lleva a cabo en varias ciudades, especialmente los programas Red Bull House of Art en Detroit, Míchigan y São Paulo, Brasil, y el programa generalmente consta de un período de tres meses durante el cual de seis a ocho participantes crearán nuevas obras de arte con la intención de mostrarlo en una exposición final. Durante la beca, los artistas reciben acceso ilimitado a las galerías y un estipendio para materiales de arte. Algunas de las ilustraciones se han utilizado en campañas publicitarias de Red Bull.

### La Batalla de los Gallos
Es un evento (en catalán) organizado por Red Bull desde 2005. Consiste en una serie mundial que también se organiza en varios países hispano-parlantes, cuyos ganadores después compiten entre sí. Por excelencia, es la competencia de freestyle más reconocida que reúne a los MCs ganadores de las competiciones organizadas por Red Bull en cada país, enfrentándose en una sede determinada. Son competencias de Freestyle rap en formato de torneo donde se reúnen los mejores raperos hispanohablantes de cada región o país cuyo lemas es "Muchos Hablan, pocos riman pero solo los mejores improvisan".

## Medios
Red Bull Media House es una empresa de medios especializada en deportes, programación de estilo de vida, música y juegos.
La empresa publica varias revistas: The Red Bulletin (estilo de vida), Servus (alimentación, salud y jardinería); Terra Mater (naturaleza, ciencia e historia); Bergwelten (alpinismo) y Seitenblicke (celebridades).
Otras divisiones de Red Bull Media House son Red Bull TV, Red Bull Photography, Benevento Publishing, Red Bull Music Academy, Red Bull Records y Red Bull Music Publishing.

## Polémica
Vorayuth "Boss" Yoovidhya, nieto de Chaleo Yoovidhya, quien fundó Red Bull, fue acusado de estrellar su Ferrari negro contra un policía de Bangkok, Wichian Klanprasert en 2012, arrastrar su cadáver por decenas de metros y luego huir de la escena. Muchos tailandeses estaban enojados por la eventual medida de retirar los cargos, lo que provocó acusaciones de impunidad para los ricos y provocó llamadas en las redes sociales para boicotear los productos de Red Bull.
Después de las amenazas de boicot, la empresa matriz de Red Bull intentó distanciarse del heredero del accidente automovilístico mediante una declaración: "TCP Group desea aclarar que el Sr. Vorayuth Yoovidhya nunca ha asumido ningún papel en la gestión y las operaciones diarias de TCP Group. nunca fue accionista, ni ocupó ningún cargo ejecutivo dentro del Grupo TCP".